# オーグメンテイション
オーグメンテイション（英: 仏: Augmentation）は、紋章学において、君主から臣下に対する愛顧または恩寵の証として、もしくは戦功をはじめとする功績など、何らかの賞賛すべき行為をした者に褒賞として主に君主から与えられる、紋章に対する変更または追加のことである。同様に褒賞であったとしても、新たに紋章全体を与えられる場合はオーグメンテイションとは呼ばれない。また、もともと紋章を使用する権利のない者にとっては何ら意味をなさない。
日本語では、加増紋（かぞうもん）などと訳され、日本の家紋にも同様の考え方により、修正されたものがある。西郷隆盛が、明治天皇から臣下が使用することはまず許されない十六菊紋を家紋に加えることを許された例がある。

## 解説
冒頭でも述べたように、オーグメンテイションを加増する理由は2つある。1つは「ミア・グレイス (Mere grace) 」と呼ばれる愛顧・恩寵を示すためであり、もう1つは「メリット (Merit) 」と呼ばれる功績に報いるためである。いずれの場合もオーグメンテイションは一代限りではなく、臣下の者は君主より与えられた加増紋を子孫に受け継ぐことができ、それを家門の名誉としてきた。ただし、オーグメンテイションの方法は特に定まったものがなく、紋章の図を見てどれがオーグメンテイションで加増されたものなのか、ただちには判別しにくいことがある。

### ミア・グレイス
| エドワード証誓王の「しるし」（正確には紋章とは呼べない） |  | リチャード2世の紋章 |
| エドワード証誓王の「しるし」（正確には紋章とは呼べない） |  | リチャード2世の紋章 |

初代サリー公トマス・ホランドの紋章

愛顧・恩寵を示すオーグメンテイションは、功績に対するものより主権者の意向が大いに反映される。イングランド王リチャード2世は、エドワード証誓王（懺悔王）の「しるし」を紋章の向かって左半分（デキスター側）に加えていたが、近親者にもこの「しるし」をアーミンのボーデュアでディファレンスしたうえで同様にデキスター側に加えることを許し、それによって愛情を示したことで知られる。リチャード2世のように血縁者や寵臣に対してオーグメンテイションを乱発した王もあった一方、イングランド国内で清教徒革命の危険が高まったために祖国からフランス王国へ亡命したチャールズ2世のように、そのような革命の混乱にあっても忠誠を尽くした家臣にオーグメンテイションを与えるなど、対象を大幅に絞った王もあった。

### メリット
封建制度が始まった初期のころ、君主から臣下の功績への褒賞といえば、君主が持つ領地の一部を分け与えることや、爵位を与えることであった。しかし、臣下が増えれば増えるほど、あるいは臣下が功績を挙げるたびに君主直轄の領地をはじめとする財産が減っていくことになり、領地を分け与えるにも限度があったため、紋章の加増が広く行われてきた。臣下にしてみれば、君主から紋章の加増を与えられたことによってその誉れを誇ることができ、君主にしてみれば、何ら物質的なものを与えることなく、つまり自らの財産を減らすことなく褒賞とすることができたため、主従ともに満足できる一石二鳥の制度であったと言える。また、イングランドでは封土の弱体化を招くとの理由から、貴族が王から与えられた封土を家臣に分け与えることを早くから禁じていたため、家臣への紋章の加増が頻繁に行われる要因にもなった。

## 適用例

### イングランドにおける事例

#### ノーフォーク公爵ハワード家
| 2代ノーフォーク公トマス・ハワードの紋章（加増後）。 |  | トマス・ハワードに贈られたオーグメンテイション。 |
| 2代ノーフォーク公トマス・ハワードの紋章（加増後）。 |  | トマス・ハワードに贈られたオーグメンテイション。 |

著名なオーグメンテイションの例として、2代ノーフォーク公トマス・ハワードの紋章がある。トマス・ハワードは、フロドゥンの戦い (Battle of Flodden Field) においてヘンリー8世の留守を狙って侵攻してきたスコットランド王ジェームズ4世を打ち破った戦功により、右の図のような紋章をヘンリー8世より加増されている。トマス・ハワードに贈られたオーグメンテイションのデザインは、スコットランド王の紋章を一部変更したもので、そこに描かれているライオンの胴体の途中から頭のほう半分だけに切り、その口を矢が貫通している図になっている。ノーフォーク公の紋章は、4代公爵の際にクォータリーの形になったが、このオーグメンテイションは現在も紋章の第1クォーターに描かれている。

#### チャールズ2世、ロイヤル・オークの功に報いる

カーロス大佐に与えられた加増紋

ウスターの戦いにて議会派に敗れたチャールズ2世は王党派の住まうシュロップシャーに遁れたのち、ペンデレル家の邸宅ボスコベル館に落ち延びた。しかし、そこにも議会派の手が伸びたため、王とその仲間ウィリアム・カーロス大佐は近隣のオークの木の中で一晩を過ごし、辛くも追求の手を免れている。
その後、チャールズ2世はロイヤル・オークの忠節に報いるべくカーロス大佐およびペンデレル家に対し、右掲の紋章を包括的に加増している。その紋章には3つの王冠が描かれたフェスに対してオークの木が描かれており、下部には「王に忠実なる者は王国の護りなり (subditus fidelis regis et salus regni)」のモットーが刻まれるなど、逸話を想起させるデザインとなっている。
2013年には、チェルシー王立病院にあるチャールズ2世像のもとにカーロス大佐を記念するプラークが設けられるなど、この逸話は英国においてなおも語り継がれている。

### フランスにおける事例

ジャンヌ・ダルクの加増紋

フランスの君主はイングランドに比べて加増紋を贈ることに積極的ではなかったものの、数少ない事例としてはジャンヌ・ダルクの親族に与えられたものがある。ジャンヌの生家ダルク一族は、フランスにおけるイングランド勢力の駆逐に成功したジャンヌの功績を受け、右掲の紋章をシャルル7世よって加増されている。そのデザインは、青地に対して垂直に切り立つ剣がフランス王冠を支えており、かつフランス王家を意味する2つのユリが両脇に配されている。
シャルル7世は1429年に加増紋を贈ると同時に、一族にユリを意味する姓「デュリ (du Lys)」を与えたため、以降の一族はこの姓を用いた。

### 近代における事例

ヴァーサ市市章。盾の下部に見える十字が加増紋。

フィンランドの都市ヴァーサはフィンランド内戦時に首都ヘルシンキから議会が疎開してきたことから、同国の臨時首都として機能した。フィンランド議会は内戦終結後の1918年5月2日に「臨時首都ヴァーサが（ロシアからの）フィンランド開放の中心地だったことを記念し、ヴァーサ市章に対して自由の十字を加える権利を与える」と決議し、市章に対して加増紋が加えられることとなった。
ヴァーサ市の加増紋は通常とは異なりエスカッションから飛び出しているが、これは十字を紋章一式のなかでも際立たせるためといった理由によるものである。

### その他の例

初代ウェリントン公爵アーサー・ウェルズリーは、盾の形（インエスカッシャン）に納められたイギリスの国旗をオーグメンテイションとして与えられている[5]。
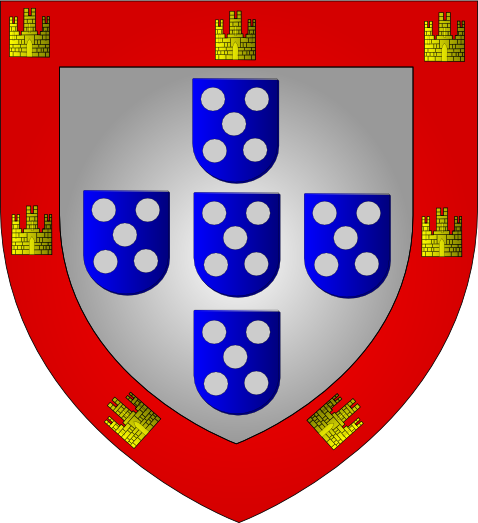
（参考）1481年以降のポルトガル王の紋章。
クリストファー・コロンブスが特に著名なコロンブス家の紋章。下の段左右の錨が描かれたフィールドと海が描かれたフィールドがオーグメンテイション。新大陸発見の功績により、カスティーリャ女王イサベル1世から与えられたもの[15]。